# The Sing-Off
The Sing-Off is een talentenjacht die vanaf 12 maart 2011 op SBS6 werd uitgezonden. De presentatie is in handen van Danny de Munk en Tooske Ragas. In de jury zitten René Froger, Karin Bloemen en Tjeerd Oosterhuis.
In dit programma wordt op zoek gegaan naar de beste Nederlandse a-capellazanggroep. Van oorsprong is het een Amerikaans programma van NBC. Alle liedjes worden a capella gezongen en beoordeeld door de jury. Er kan niet gestemd worden door kijkers.
Wegens tegenvallende kijkcijfers werd de  finale van The Sing-Off 2 weken eerder uitgezonden.

## Groepen
| Groepen                                | Finish                         | Aantal leden |
| -------------------------------------- | ------------------------------ | ------------ |
| Gentle Voices (6 mannen)               | Winnaar op 16 april 2011       | 6            |
| Sharp! (3 mannen, 4 vrouwen)           | 6e eliminatie op 16 april 2011 | 7            |
| Heartbeat (4 mannen, 3 vrouwen)        | 6e eliminatie op 16 april 2011 | 7            |
| Jade (2 mannen, 5 vrouwen)             | 6e eliminatie op 16 april 2011 | 7            |
| For-Tune (4 mannen, 2 vrouwen)         | 5e eliminatie op 9 april 2011  | 6            |
| iNtrmzzo (4 mannen)                    | 5e eliminatie op 9 april 2011  | 4            |
| Blue Monday (8 mannen)                 | 4e eliminatie op 2 april 2011  | 8            |
| Herman in bakje Geitenkwark (4 mannen) | 3e eliminatie op 26 maart 2011 | 4            |
| D-Base (6 mannen)                      | 2e eliminatie op 19 maart 2011 | 6            |
| Blonde Beats (5 vrouwen)               | 1e eliminatie op 12 maart 2011 | 5            |

## Eliminatietabel
| Legenda |

| Geëlimineerd | Sing-Off | Safe | Derde | Runner-up | Winnaar |

| Date:   | Date:                           | 12/3         | 19/3         | 26/3         | 2/4          | 9/4          | 16/4      |  |  |  |  |  |  |
| Positie | Group                           | Resultaat    | Resultaat    | Resultaat    | Resultaat    | Resultaat    | Resultaat |  |  |  |  |  |  |
|         | Gentle Voices                   |              |              |              |              |              |           |  |  |  |  |  |  |
|         | Sharp!                          |              |              |              |              |              |           |  |  |  |  |  |  |
|         | Heartbeat                       |              |              |              |              |              |           |  |  |  |  |  |  |
|         | Jade                            |              |              |              |              |              |           |  |  |  |  |  |  |
| 5       | For-Tune                        | Sing-Off     |              |              | Sing-Off     | Geëlimineerd |           |  |  |  |  |  |  |
| 5       | iNtrmzzo                        |              |              |              |              | Geëlimineerd |           |  |  |  |  |  |  |
| 7       | Blue Monday                     |              | Sing-Off     | Sing-Off     | Geëlimineerd |              |           |  |  |  |  |  |  |
| 8       | Herman in een bakje geitenkwark |              |              | Geëlimineerd |              |              |           |  |  |  |  |  |  |
| 9       | D-Base                          |              | Geëlimineerd |              |              |              |           |  |  |  |  |  |  |
| 10      | Blonde Beats                    | Geëlimineerd |              |              |              |              |           |  |  |  |  |  |  |

## Performances

### Aflevering 1 (12 maart 2011)
- Thema: Favoriete song
- Groep performance: "I've Got the Music in Me" van Kiki Dee

| Sharp!                          | 1  | "Grenade" van Bruno Mars                 | Veilig                             |
| Heartbeat                       | 2  | "DJ Got Us Fallin' In Love" van Usher    | Veilig                             |
| iNtrmzzo                        | 3  | "Fireflies" van Owl City                 | Veilig                             |
| Jade                            | 4  | "Halo" van Beyoncé                       | Veilig                             |
| For-tune                        | 5  | "What Goes Around" van Justin Timberlake | Sing Off Gewonnen van Blonde Beats |
| Herman in een bakje geitenkwark | 6  | "Toxic" van Britney Spears               | Veilig                             |
| Blonde Beats                    | 7  | "Umbrella" van Rihanna                   | Geëlimineerd Verloren Van For-Tune |
| D-Base                          | 8  | "This Love" van Maroon 5                 | Veilig                             |
| Gentle Voices                   | 9  | "Father and Friend" van Alain Clark      | Veilig                             |
| Blue Monday                     | 10 | "Haven't Met You Yet" van Michael Bublé  | Veilig                             |
| Swan song                       |    |                                          |                                    |
| Blonde Beats                    | 11 | "Sweet Goodbyes" van Krezip              | "Sweet Goodbyes" van Krezip        |

### Aflevering 2 (19 maart 2011)
- Thema: Favoriete Artiest/Band
- Groep performance: "Use Somebody" van Kings of Leon

| Jade                            | 1  | "Mercy" van Duffy                         | Veilig                                |
| Blue Monday                     | 2  | "I want it that way" van Backstreet Boys  | Sing Off Gewonnen van D-Base          |
| Sharp!                          | 3  | "Apologize" van OneRepublic               | Veilig                                |
| iNtrmzzo                        | 4  | "Relight My Fire" van Take That           | Veilig                                |
| Gentle Voices                   | 5  | "Bleeding Love" van Leona Lewis           | Veilig                                |
| D-Base                          | 6  | "I Gotta Feeling" van The Black Eyed Peas | Geëlimineerd Verloren van Blue Monday |
| Herman in een bakje geitenkwark | 7  | "Firework" van Katy Perry                 | Veilig                                |
| For-Tune                        | 8  | "Don't Stop the Music" van Rihanna        | Veilig                                |
| Heartbeat                       | 9  | "Fallin'" van Alicia Keys                 | Veilig                                |
| Swan song                       |    |                                           |                                       |
| D-Base                          | 10 | "Sweet Goodbyes" van Krezip               | "Sweet Goodbyes" van Krezip           |

## Kijkcijfers
| Aflevering   | Datum         | Kijkcijfers       | Positie |
| ------------ | ------------- | ----------------- | ------- |
| Show 1       | 12 maart 2011 | 1.234.000 kijkers | 10      |
| "The Result" | 12 maart 2011 | 829.000 kijkers   | 18      |
| Show 2       | 19 maart 2011 | 669.000 kijkers   | 20      |
| Show 3       | 26 maart 2011 | 418.000 kijkers   | -       |
| Show 4       | 2 april 2011  | 397.000 kijkers   | -       |
| Show 5       | 9 april 2011  | 330.000 kijkers   | -       |
| Show 6       | 16 april 2011 | 361.000 kijkers   | -       |